# Discografia degli X Japan
La discografia degli X Japan.

## Album in studio
| Titolo           | Data di uscita   | Etichetta | Top Classifica Oricon |
| ---------------- | ---------------- | --------- | --------------------- |
| Vanishing Vision | 14 aprile, 1988  | Extasy    | 19                    |
| Blue Blood       | 21 aprile, 1989  | Ki/oon    | 6                     |
| Jealousy         | 1º giugno, 1991  | Ki/oon    | 1                     |
| Art of Life      | 28 agosto 1993   | Atlantic  | 1                     |
| Dahlia           | 4 novembre, 1996 | Atlantic  | 1                     |

## Singoli
| Titolo                              | Data di uscita     | Etichetta                   | Top Classifica Oricon |
| ----------------------------------- | ------------------ | --------------------------- | --------------------- |
| I'll Kill You                       | 15 giugno, 1985    | Dada Records                | －                    |
| Orgasm                              | 20 aprile, 1986    | Extasy                      | －                    |
| Kurenai (Original Japanese Version) | 1º giugno, 1989    | Extasy                      | -                     |
| Kurenai                             | 1º settembre, 1989 | Ki/oon                      | 5                     |
| "Endless Rain"                      | 1º dicembre, 1989  | Ki/oon                      | 3                     |
| Week End                            | 21 aprile, 1990    | Ki/oon                      | 2                     |
| Silent Jealousy"                    | 11 settembre, 1991 | Ki/oon                      | 3                     |
| Standing Sex                        | 25 ottobre, 1991   | Ki/oon                      | 4                     |
| Say Anything                        | 1º dicembre, 1991  | Ki/oon                      | 3                     |
| Tears                               | 10 novembre, 1993  | Atlantic                    | 2                     |
| Rusty Nail                          | 10 luglio, 1994    | Atlantic                    | 1                     |
| Longing～跡切れたMelody～           | 1º agosto, 1995    | Atlantic                    | 1                     |
| Longing～切望の夜～                 | 11 dicembre, 1995  | Atlantic                    | 5                     |
| Dahlia                              | 2 febbraio, 1996   | Atlantic                    | 1                     |
| Forever Love                        | 8 luglio, 1996     | Atlantic                    | 1                     |
| Crucify My Love                     | 26 agosto, 1996    | Atlantic                    | 2                     |
| Scars                               | 18 novembre, 1996  | Atlantic                    | 15                    |
| Forever Love (Last Mix)             | 18 dicembre, 1997  | Polydor                     | 13                    |
| The Last Song                       | 18 marzo, 1998     | Polydor                     | 8                     |
| Forever Love Gold Disc Edition      | 22 luglio, 1998    | Atlantic                    | 18                    |
| Scars Gold Disc Edition             | 22 luglio, 1998    | Atlantic                    | 15                    |
| Forever Love (Reissue)              | 11 luglio, 2001    | Atlantic                    | 19                    |
| I.V.                                | 23 gennaio, 2008   | Extasy                      | -                     |
| Scarlet Love Song -Buddha Mix-      | 8 giugno, 2011     | Japan Music Agency Co, Ltd. | -                     |
| Jade                                | 28 giugno, 2011    | X Project, LLC              | -                     |
| Born to be Free                     | 5 novembre, 2015   | Warner Music                | -                     |

## Album dal vivo
| Titolo                                               | Data di uscita   | Etichetta |
| ---------------------------------------------------- | ---------------- | --------- |
| On the Verge of Destruction 1992.1.7 Tokyo Dome Live | 1º gennaio, 1995 | Ki/oon    |
| Live Live Live Tokyo Dome 1993-1996                  | 15 ottobre, 1997 | Polydor   |
| Live Live Live Extra                                 | 5 novembre, 1997 | Atlantic  |
| Live in Hokkaido 1995.12.4 Bootleg                   | 21 gennaio, 1998 | Polydor   |
| Art of Life Live                                     | 18 marzo 1998    | Polydor   |
| The Last Live                                        | 30 maggio, 2001  | Polydor   |

## Remix Album
| Titolo   | Data di uscita   | Etichetta |
| -------- | ---------------- | --------- |
| Trance X | 4 dicembre, 2002 | Polydor   |

## Colonne sonore
| Titolo                                        | Data di uscita | Etichetta                      |
| --------------------------------------------- | -------------- | ------------------------------ |
| We Are X (Original Motion Picture Soundtrack) | 3 marzo, 2017  | Sony Music's Legacy Recordings |

## Raccolte
| Titolo                                           | Data di uscita    | Etichetta    |
| ------------------------------------------------ | ----------------- | ------------ |
| X Singles                                        | 21 novembre, 1993 | Ki/oon       |
| B.O.X ~Best of X~                                | 21 marzo, 1996    | Ki/oon       |
| Ballad Collection X Japan Ballad Collection Best | 19 dicembre, 1997 | Polydor      |
| Singles - Atlantic Years                         | 5 dicembre, 1997  | Atlantic     |
| Star Box                                         | 30 gennaio, 1999  | Ki/oon       |
| Perfect Best                                     | 24 febbraio, 1999 | Atlantic     |
| X Japan Best - Fan's Selection                   | 19 dicembre, 2001 | Polydor      |
| Complete II                                      | 1º ottobre, 2005  | Columbia     |
| The World - X Japan Hatsu no Zensekai Best~      | 17 giugno, 2014   | Warner Music |

## Partecipazioni
| Titolo                                 | Data di uscita   | Etichetta |
| -------------------------------------- | ---------------- | --------- |
| Heavy Metal Force III (Artisti Vari)   | 7 novembre, 1985 | Explosion |
| Skull Thrash Zone Vol.1 (Artisti Vari) | 7 marzo, 1987    | Victor    |
| History of Extasy 15th Anniversary     | 21 giugno, 2000  | Extasy    |

## Videografia
| Titolo                                                        | Data di uscita VHS | Data di uscita DVD | Etichetta                   |
| ------------------------------------------------------------- | ------------------ | ------------------ | --------------------------- |
| Xclamation                                                    | 1987               | ---                | Indipendente                |
| Xclamation 88                                                 | 1988               | ---                | Indipendente                |
| THANX～愛をこめて～                                           | 1989               | ---                | Indipendente                |
| Blue Blood Tour: Bakuhatsu Sunzen Gig                         | 1º giugno, 1989    | 5 settembre, 2001  | Ki/oon                      |
| 刺激! Visual Shock Vol.2.0                                    | 31 dicembre, 1989  | 5 settembre, 2001  | Ki/oon                      |
| Visual Shock Vol. 2.5: Celebration                            | 1º settembre, 1990 | 5 settembre, 2001  | Ki/oon                      |
| Celebration (Short Version) - Formato Video CD                | 21 settembre, 1990 | ---                | CBS/Sony                    |
| Visual Shock Vol.3 刺激 ～夢の中にだけ生きて～                | 30 settembre, 1991 | 5 settembre, 2001  | Ki/oon                      |
| Visual Shock Vol. 3.5: Say Anything ~ Ballad Collection       | 21 dicembre, 1991  | 5 settembre, 2001  | Ki/oon                      |
| Visual Shock Vol.4 破滅に向かって On The Verge Of Destruction | 1º novembre, 1992  | 5 settembre, 2001  | Ki/oon                      |
| Clips                                                         | 1º gennaio, 1995   | 5 luglio, 2000     | Ki/oon                      |
| Dahlia the Video "Visual Shock Vol. 5 Part I"                 | 1º gennaio, 1997   | 4 dicembre, 2002   | Atlantic                    |
| Dahlia the Video "Visual Shock Vol. 5 Part II"                | 5 marzo, 1997      | 4 dicembre, 2002   | King Video                  |
| Dahlia Tour Final 1996                                        | 29 ottobre, 1997   | 4 dicembre, 2002   | King Video                  |
| Clips II                                                      | 24 ottobre, 2001   | 24 ottobre, 2001   | Atlantic                    |
| The Last Live Video                                           | 27 marzo, 2002     | 29 marzo, 2002     | Polydor                     |
| Art of Life 1993.12.31 Tokyo Dome                             | ---                | 24 settembre, 2003 | Columbia                    |
| X Japan Best                                                  | ---                | 24 febbraio, 2004  | Tofu Records                |
| Aoi Yoru Complete Edition                                     | ---                | 25 luglio, 2007    | Geneon                      |
| Shiroi Yoru Complete Edition                                  | ---                | 25 luglio, 2007    | Geneon                      |
| Aoi Yoru Shiroi Yoru Complete Edition Boxset                  | ---                | 25 luglio, 2007    | Geneon                      |
| Returns 1993.12.30 Complete Edition                           | ---                | 29 febbraio, 2008  | Geneon                      |
| Returns 1993.12.31 Complete Edition                           | ---                | 29 febbraio, 2008  | Geneon                      |
| Returns 1993.12.30/1993.12.31 Complete Edition Boxset         | ---                | 29 febbraio, 2008  | Geneon                      |
| X Visual Shock DVD Box 1989-1992                              | ---                | 23 luglio, 2008    | Ki/oon                      |
| X Japan Showcase in L.A. Premium Prototype                    | ---                | 6 settembre, 2010  | Japan Music Agency Co., Ltd |

## Altre pubblicazioni

### Demo
- 1984 - I'll Kill You
- 1985 - X Live
- 1985 - Feel Me Tonight
- 1985 - Endless Dream
- 1986 - Kurenai
- 1986 - Jun's Tape
- 1987 - Install

### Videogiochi
- 1995 X Japan Virtual Shock 001

### Altro
- 1991 - Symphonic Blue Blood
- 1992 - Symphonic Silent Jealousy
- 1992 - Orchestra Selection - BLUE BLOOD & JEALOUSY -
- 1992 - A Music Box For Fantasy ~Yoshiki~
- 1998 - X Japan On Piano
- 2001 - Rose & Blood (Indies of X)